# Stylogaster breviventris
Stylogaster breviventris är en tvåvingeart som beskrevs av Aldrich 1930. Stylogaster breviventris ingår i släktet Stylogaster och familjen stekelflugor. Inga underarter finns listade i Catalogue of Life.